# Hallelujah Peak
Der Hallelujah Peak oder Peak 12590 ist ein 3837 m hoher Berg in den Bighorn Mountains im US-Bundesstaat Wyoming. Er befindet sich in der Cloud Peak Wilderness Area im Bighorn National Forest, nordöstlich des Black Tooth Mountain. Er liegt im Johnson County im Norden von Wyoming. Der Hallelujah Peak befindet sich auf einem messerähnlichen Gebirgsgrat und ist durch diesen Grat mit dem Black Tooth Mountain verbunden.

## Belege
1. ↑  Peakbagger: Peak 12590. Abgerufen am 14. Januar 2021.